# تان وی کیونگ
تان وی کیونگ (انگلیسی: Tan Wee Kiong؛ زادهٔ ۲۱ مهٔ ۱۹۸۹) بدمینتون‌باز اهل مالزی است.